# Fyllingsdalen Futsalklubb 2010-2011
Questa voce raccoglie le informazioni riguardanti il Fyllingsdalen Futsalklubb nelle competizioni ufficiali della stagione 2010-2011.

## Stagione
Il Fyllingsdalen ha partecipato alla Futsal Eliteserie 2010-2011, terza edizione del massimo campionato norvegese riconosciuto dalla Norges Fotballforbund. La squadra ha chiuso l'annata al 7º posto finale, peggiorando il 4º posto della stagione precedente.

## Rosa
| N° | Naz.                | Ruolo | Sportivo              | Anno     |  |  |
| -- | ------------------- | ----- | --------------------- | -------- |  |  |
|    | Norvegia (bandiera) | DIF   | Steinar Guvåg         | 08.08.83 |  |  |
|    | Norvegia (bandiera) | UNI   | Sivert Lund           | 28.01.87 |  |  |
|    | Norvegia (bandiera) | UNI   | Thomas Ulvestad Vacas | 04.07.83 |  |  |
|    | Norvegia (bandiera) | PIV   | Stig Hopsdal          | 21.01.87 |  |  |
|    | Norvegia (bandiera) | PIV   | Kristoffer Stephensen | 01.06.91 |  |  |
|    | Norvegia (bandiera) |       | Sindre Flaa           | 10.08.89 |  |  |
|    | Norvegia (bandiera) |       | Jahn-Ove Wiik         | 20.05.82 |  |  |

## Risultati

### Eliteserie

#### Girone di andata
| Oslo 27 novembre 2010, ore 10:00 1ª giornata | Fyllingsdalen | 2 – 7 referto | Holmlia | KFUM-Hallen\| Arbitro: \| Sjelle \| |
| Arbitro:                                     | Sjelle        |               |         |                                     |

| Oslo 27 novembre 2010, ore 17:00 2ª giornata | KFUM Oslo | 4 – 1 referto | Fyllingsdalen | KFUM-Hallen\| Arbitro: \| Hanssen \| |
| Arbitro:                                     | Hanssen   |               |               |                                      |

| Oslo 28 novembre 2010, ore 10:00 3ª giornata | Kongsvinger | 8 – 6 referto | Fyllingsdalen | KFUM-Hallen\| Arbitro: \| Pedersen \| |
| Arbitro:                                     | Pedersen    |               |               |                                       |

| Øystese 4 dicembre 2010, ore 13:00 4ª giornata | Fyllingsdalen | 5 – 4 referto | Sandefjord | Øystese Idrettshall\| Arbitro: \| Pettersen \| |
| Arbitro:                                       | Pettersen     |               |            |                                                |

| Øystese 4 dicembre 2010, ore 18:30 5ª giornata | Fyllingsdalen | 7 – 8 referto | Horten | Øystese Idrettshall\| Arbitro: \| Sjelle \| |
| Arbitro:                                       | Sjelle        |               |        |                                             |

| Øystese 5 dicembre 2010, ore 14:30 6ª giornata | Øystese | 2 – 2 referto | Fyllingsdalen | Øystese Idrettshall |

| Fyllingsdalen 8 gennaio 2011, ore 18:30 7ª giornata | Fyllingsdalen | 4 – 2 referto | Nidaros | Framohallen A\| Arbitro: \| Tvedt \| |
| Arbitro:                                            | Tvedt         |               |         |                                      |

| Fyllingsdalen 9 gennaio 2011, ore 11:00 8ª giornata | Fyllingsdalen  | 0 – 8 referto | Vegakameratene | Framohallen A\| Arbitro: \| Steen (Bergen) \| |
| Arbitro:                                            | Steen (Bergen) |               |                |                                               |

| Fyllingsdalen 8 gennaio 2011, ore 12:00 9ª giornata | Fyllingsdalen  | 5 – 4 referto | Solør | Framohallen A\| Arbitro: \| Steen (Bergen) \| |
| Arbitro:                                            | Steen (Bergen) |               |       |                                               |

#### Girone di ritorno
| Oslo 29 gennaio 2011, ore 12:00 10ª giornata | Nidaros          | 5 – 6 referto | Fyllingsdalen | Oppsal Arena 3\| Arbitro: \| Bjørndalen Røang \| |
| Arbitro:                                     | Bjørndalen Røang |               |               |                                                  |

| Oslo 30 gennaio 2011, ore 12:45 11ª giornata | Vegakameratene | 2 – 1 referto | Fyllingsdalen | Oppsal Arena 1\| Arbitro: \| Krokdal \| |
| Arbitro:                                     | Krokdal        |               |               |                                         |

| Oslo 29 gennaio 2011, ore 19:00 12ª giornata | Solør   | 7 – 4 referto | Fyllingsdalen | Oppsal Arena 3\| Arbitro: \| Krokdal \| |
| Arbitro:                                     | Krokdal |               |               |                                         |

| Sandefjord 12 febbraio 2011, ore 17:30 13ª giornata | Sandefjord | 1 – 3 referto | Fyllingsdalen | Runarhallen\| Arbitro: \| Sandberg \| |
| Arbitro:                                            | Sandberg   |               |               |                                       |

| Sandefjord 12 febbraio 2011, ore 12:45 14ª giornata | Horten | 5 – 3 referto | Fyllingsdalen | Runarhallen\| Arbitro: \| Sjelle \| |
| Arbitro:                                            | Sjelle |               |               |                                     |

| Laksevåg 22 marzo 2011, ore 20:30 15ª giornata | Fyllingsdalen | 7 – 1 referto | Øystese | Sjøkrigsskolen Idrettshall\| Arbitro: \| Pettersen \| |
| Arbitro:                                       | Pettersen     |               |         |                                                       |

| Oslo 26 marzo 2011, ore 11:15 16ª giornata | Fyllingsdalen | 5 – 4 referto | KFUM Oslo | Ekeberg Idrettshall B\| Arbitro: \| Rafiq (Oslo) \| |
| Arbitro:                                   | Rafiq (Oslo)  |               |           |                                                     |

| Oslo 26 marzo 2011, ore 16:30 17ª giornata | Fyllingsdalen | 3 – 4 referto | Kongsvinger | Ekeberg Idrettshall B\| Arbitro: \| Egelund \| |
| Arbitro:                                   | Egelund       |               |             |                                                |

| Oslo 27 marzo 2011, ore 11:15 18ª giornata | Holmlia      | 5 – 3 referto | Fyllingsdalen | Ekeberg Idrettshall C\| Arbitro: \| Rafiq (Oslo) \| |
| Arbitro:                                   | Rafiq (Oslo) |               |               |                                                     |